# FCAPS
FCAPS (ang. fault, configuration, accounting, performance, security) – zbiór zagadnień opisywanych słowami: usterki, konfiguracja, rozliczenia, wydajność, bezpieczeństwo. Jest to część modelu zarządzania siecią telekomunikacyjną (TMN) określająca kategorie w ramach tego modelu. W przypadku organizacji niewystawiających rachunków termin rozliczenia jest zastępowany przez termin administrowanie.

## Historia
W 1996 ITU-T wprowadził zalecenie M.3010 opisujące ramy sieci zarządzania telekomunikacją (TMN) do zarządzania przez operatorów sieciami świadczącymi usługi telekomunikacyjne. W 1997 zalecenie M.3400 wprowadziło FCAPS. ISO zastosowała FCAPS do sieci danych w modelu zarządzania sieciami OSI (standard ISO 7498-4 oraz zgodne z nim zalecenie ITU-T X.700).

## Zarządzanie usterkami
Usterką jest zdarzenie mające negatywne znaczenie. Bywają w tym kontekście używane również pojęcia: awaria, uszkodzenie, anomalia, nieprawidłowość. Celem zarządzania usterkami jest rozpoznanie, izolowanie, poprawienie i śledzenie usterek występujących w sieci. Co więcej, analiza trendów jest wykorzystywana do przewidywania usterek i zwiększenia dostępności sieci. Można to osiągnąć przez monitorowanie działania pod kątem nienormalnych sytuacji. 
Gdy wystąpi usterka to element sieci, zwykle wysyła o tym powiadomienie do operatora sieci przy pomocy własnego lub standardowego protokołu, takiego jak SNMP albo co najmniej pisemną wiadomość na konsolę operatora lub do serwera 
konsoli, aby zarejestrować to w dzienniku. Powiadomienie takie powinno zapoczątkować automatyczne bądź manualne działania jak na przykład zgromadzenie dodatkowych danych do zidentyfikowania natury lub ważności problemu albo włączenie urządzenia rezerwowego.
Dzienniki usterek są wykorzystywane do opracowania statystyk określających faktyczny poziom usług pojedynczych 
elementów sieci, podsieci lub całej sieci. Statystyki są używane także do wykrywania wrażliwych elementów sieci, wymagających szczególnej uwagi. 
Wiodącymi systemami do zarządzania usterkami są  HP OpenView, IBM Micromuse Netcool, Clarity etc. Dostępne są również narzędzia do wyodrębniania usterek jak  Delphi.

## Zarządzanie konfiguracją
Cele zarządzania konfiguracją obejmują:
- zidentyfikowanie i zarejestrowanie konfiguracji urządzeń sieciowych (może to być wykonane lokalnie bądź zdalnie),
- uproszczenie konfiguracji urządzenia,
- śledzenie zmian konfiguracji,
- konfigurowanie łączy lub traktów w sieciach niekomutowanych.

Wraz ze zwiększaniem się rozmiarów sieci nabiera ważności konfiguracja automatyczna. 
Przykładami takich działań są: mapowanie nazwa DNS ↔ adres, historia zmian konfiguracji RANCID, pliki zarządzane Cfengine, kontrola wersji RCS.

## Zarządzanie rozliczeniami
Rozliczenia zwykle odnoszą się do zarządzania rachunkami użytkowników. Celem tych działań jest gromadzenie statystyk wykorzystania dla użytkowników. Na podstawie tych danych mogą być wystawiane rachunki za korzystanie z określonych zasobów. 
Wykorzystywanymi zasobami mogą być:
- zajętość dysku.
- korzystanie z łącza
- czas procesora

RADIUS, TACACS i DIAMETER są przykładami protokołów używanych w rozliczeniach.
W przypadku sieci nierozliczanych używa się terminu „administrowanie”. Celem administrowania jest obsługa zbioru autoryzowanych użytkowników, wraz z ich uprawnieniami a także administrowanie eksploatacją wyposażenia, w tym wykonywanie kopii bezpieczeństwa i synchronizacji. 

## Zarządzanie wydajnością
Zarządzanie wydajnością pozwala na przygotowanie sieci na przyszłość oraz na określenie efektywności w bieżących warunkach, na przykład w odniesieniu do nakładów poniesionych na jej utworzenie. Wydajność sieci odnosi się do jej przepustowości, stopnia wykorzystania, stopy błędów, czasu reakcji itp.
Gromadzenie i analizowanie wydajności pozwala na monitorowanie jakości sieci. Tendencje mogą wskazywać na problemy z pojemnością lub niezawodnością, zanim odbije się to na świadczonych usługach.
Progi wydajności mogą być ustawiane w celu spowodowania alarmu. Określone alarmy mogą być obsługiwane przez proces zarządzania usterkami (patrz powyżej). 

## Zarządzanie bezpieczeństwem
Zarządzanie bezpieczeństwem jest procesem kontrolowania dostępu do zasobów sieci. Bezpieczeństwo danych może być osiągnięte dzięki zapewnieniu uwierzytelnienia i szyfrowania. Autoryzacja jest konfigurowana ustawieniami kontroli dostępu systemów operacyjnych (OS) lub systemów zarządzania bazami (DBMS).